# Józefówka (przystanek kolejowy)
Józefówka (ukr. Йосипівка) – przystanek kolejowy w miejscowości Józefówka, w rejonie tarnopolskim, w obwodzie tarnopolskim, na Ukrainie. Położony jest na linii Tarnopol – Stryj.